# Aphelocoma wollweberi
Aphelocoma wollweberi (лат.) — вид птиц семейства врановых.

## Описание
Достигает длины 29 см и веса от 105 до 144 г. Голова, верхние поверхности крыльев и хвост имеют ярко-синий цвет. Спинное оперение от матово-синего до сине-серого, подбрюшье беловато-серое. Радужная оболочка глаз, клюв и ноги от чёрно-коричневого до чёрного цвета. Половой диморфизм отсутствует.

## Распространение и экология
Ареал простирается от южных районов американских штатов Техас, Нью-Мексико и Аризона до севера Мексики. Предпочитает жить в дубовых (Quercus) или смешанных лесах.
Всеядная птица. Весной и летом питается в основном членистоногими, ящерицами и ягодами, а осенью и зимой — желудями и кедровыми орехами.
Живут группами. Добывают пищу преимущественно на земле. В основном это желуди, кедровые орехи и орешки, некоторые из которых закапываются в землю в качестве пищи. В экспериментальных условиях было замечено, как сойки трясут арахис перед тем, как расколоть его, чтобы определить его вес или наполненность. Таким образом они определяли, насколько тяжел и хорошо наполнен орех. Если он казался слишком лёгким, птицы отказывались от еды и таким образом экономили силы для поиска других орехов. Также рацион включает насекомых, ягоды, ящериц и мелких змей. Гнёзда мелких видов птиц также иногда подвергаются разграблению. Однако Archilochus alexandri, например, разработали стратегию защиты своих яиц и птенцов от хищников: они гнездятся рядом с ястребами. Поскольку сойки избегают соседства с этими хищниками, колибри могут выкармливать птенцов без помех.
Гнездятся небольшими колониями, обычно на высоких деревьях. Как правило, в кладке от четырёх до пяти яиц, от бледно-зеленого до сине-зеленого цвета и иногда покрыты небольшими серо-коричневыми пятнами. Период инкубации составляет около 18 дней. Самка высиживает птенцов одна, и в этот период её кормят члены колонии. Оба родителя выкармливают птенцов, которые оперяются через 25-28 дней и ещё некоторое время после этого их кормят родители.

## Охранный статус
Не редкий вид в своём ареале, поэтому Международный союз охраны природы (МСОП) классифицирует его как «Вызывающие наименьшие опасения», и она находится под защитой Службы охраны рыбных ресурсов и диких животных США в соответствии с Законом о мигрирующих птицах.

## Таксономия
Вид, ранее известный как Aphelocoma ultramarina, был разделён на два отдельных вида в 2011 году согласно Check-List of North American Birds Американского союза орнитологов на основании явных фенотипических различий в оперении и морфологии, а также генетического расхождения. Популяции, обитающие в Трансвулканическом поясе, были включены в список как Aphelocoma ultramarina. С тех пор популяции, обитающие севернее называют Aphelocoma wollweberi.
Выделяют следующие подвиды:
- Aphelocoma wollweberi arizonae (Ridgway, 1874)
- Aphelocoma wollweberi couchii (Baird, SF, 1858)
- Aphelocoma wollweberi potosina Nelson, 1899
- Aphelocoma wollweberi wollweberi Kaup, 1855

Некоторые учёные считают Aphelocoma potosina отдельным видом. В этом отношении необходимы дальнейшие исследования.